# Cell-Cup
Cell-Cup Nemzetközi Kézilabda és Kulturális Fesztivál.
A Cell-Cupot a celldömölki székhelyű Gyermekszív Alapítvány rendezte meg, először 1997-ben.
Az eredetileg Celldömölkön megrendezett verseny később egyre nagyobb és nagyobb sikernek örvendett, így a 2007-es évben már 19 ország 143 csapata vett részt a 8 csarnokban (Veszprémben, Balatonfüreden, Várpalotán, Alsóörsön) 12 kategóriában, megrendezett több mint 500 mérkőzésen.
A hagyományteremtő céllal indított, ám már tizenkettedik alkalommal megrendezésre kerülő fesztivált fokozottan kiemelt figyelem és nagy várakozás előzi meg. Az eddigi fesztiválok szakmai, kulturális és idegenforgalmi szempontból egyaránt eredményesek. Emellett nagy sikert értek el mind hazai, mind nemzetközi szinten.
A Cell-Cup-ot ma már rangos hazai és nemzetközi kupák, fesztiválok közé sorolják, melyet mi sem példáz jobban, hogy mind az MLSZ, mind az EHF jegyzi a rendezvényt. Az elmúlt kilenc évben 600 csapat több mint 8840 versenyzője fordult meg a Közép -Dunántúlon.
A csapatok többsége visszatérő vendég, ami jelképzei hogy elégedettek a torna szervezésével, színvonalával, a nekik szánt szolgáltatásokkal és külön programokkal.
Nemzetközi játékvezetés mellett lejátszott 1872 mérkőzés nagy része magas színvonalú és szakmailag is hasznos volt. Az évek folyamán több európai serdülő és ifjúsági válogatott játékos, neves edző és szakvezető is részt vett a fesztiválon. A rendezvényt az EHF főtitkára Staffan Holmqvist úr is megtisztelte jelenlétével.
A mérkőzéseken és a programokon, naponta több tízezer ember vett részt és szórakozott.
Kezdetben Celldömölk adott otthont a fesztiválnak. A csapatok számának növekedésével az utóbbi években Ikervár, Sárvár, Ajka, Pápa, Veszprém, Alsóörs, Balatonfüred és Várpalota város sportcsarnokai is helyszínei voltak a mérkőzéseknek. A szomszédos és távolabbi városok bekapcsolódásával minden kézilabda mérkőzés terembenAz alapítvány induláskor kitűzött célja, hogy a sport és kultúra ötvözésével újfajta turizmust, idegenforgalmat honosítson meg – változatlan. A rendezvény jó reklám a térségnek. Általa ismertségét, idegenforgalmi bevételeit jelentős mértékben növelheti és ami talán ennél is fontosabb, hogy az idelátogatók maradandó élményeket visznek haza.

## Eddigi részt vevő országok
Ausztria,  Belgium,  Bosznia-Hercegovina,  Bulgária,  Csehország,  Dánia,  Észtország,  Feröer szigetek,  Franciaország,  Görögország,  Hollandia,  Horvátország,  Katar,  Kuvait,  Lengyelország,  Lettország,  Litvánia,  Macedónia,  Moldávia,  Norvégia,  Németország,  Nigéria,  Olaszország,  Oroszország,  Románia,  Svédország,  Szerbia-Montenegró,  Szlovákia,  Szlovénia,  Tajvan,  Tunézia és  Magyarország